# 森戸辰男
森戸 辰男（もりと たつお、1888年（明治21年）12月23日 - 1984年（昭和59年）5月28日）は、日本の学者、社会思想家、教育者（初代広島大学学長・名誉教授）、政治家（衆議院議員、文部大臣）。広島県広島市、福山市名誉市民。文化功労者（1971年）、勲一等旭日大綬章（1974年）。

## 来歴・人物

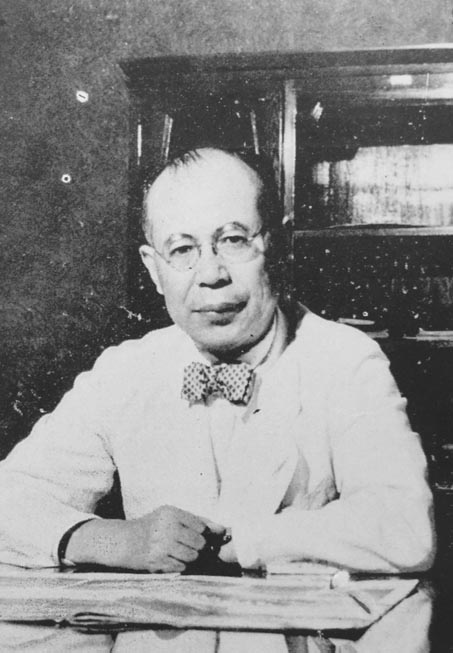
森戸辰男

### 生い立ち
広島県深津郡福山東堀端（現在の福山市）に旧福山藩士・森戸鸞蔵、チカの二男として生まれる。広島県立福山中学校（現在の広島県立福山誠之館高等学校）から1907年、第一高等学校に進学した。前年校長に就任した新渡戸稲造の倫理の講義に感銘を受ける。弁論部で活動し、一高を卒業する1911年2月、弁論部の後輩・河上丈太郎に頼まれ大逆事件を主題とした徳冨蘆花の講演会「謀叛論」を開催した。これは一高始まって以来の思想をめぐる大騒動に発展した。1914年、東京帝国大学法科大学経済学科を卒業した。

### 森戸事件
労働者のストライキが急増し、小作争議が広がり、学生運動も台頭した時代に、森戸も当時の知識人たちと同様、近代社会の弊害を除去するための探求に進む。社会科学あるいは社会問題を生涯の研究課題とした。森戸は大学に残り、師事した高野岩三郎の経済統計研究室でしばらく助手をした後、1916年に経済学科助教授となる。当時の経済学科は法科大学の附属品のような存在であったため、他の研究者たちと独立に尽力する。経済学・社会科学の研究は、法律・政治の国家学とは本質的に異なるうえ、国家主義的思想の強い当時の法科大学とは袂を分かちたい気持もあった。結果的にこの考えが後の森戸事件で上杉慎吉ら学内の右翼団体から攻撃を受けることとなる。1917年、ロシア革命が発生した。1919年、経済学科が経済学部として法学部から独立した。1920年、新機運を象徴するものとして経済学部が森戸と同じ助教授だった大内兵衛編集による機関誌『経済学研究』を刊行した。森戸は人類の究極の理想が無政府共産制にあるとの考えから、この創刊号にロシアの無政府主義者・クロポトキンの「パンと奪取」という論文を翻訳し「クロポトキンの社会思想の研究」として発表した。このことが上杉慎吉を中心とする学内の右翼団体・興国同志会から排撃を受けて雑誌は回収処分、のち発売禁止となった。さらに新聞紙法第42条の朝憲紊乱罪により森戸と大内は起訴された。これをきっかけに東大新人会が森戸らを擁護し、さらに各大学の学生団体も森戸と大内を擁護し新聞・雑誌も大きく取り上げ、言論界は大論争となった。裁判では今村力三郎を主任弁護士に原嘉道、花井卓蔵、鵜沢総明、特別弁護人に三宅雪嶺、吉野作造、佐々木惣一、安部磯雄ら錚々たるメンバーが揃い、大審院まで争ったが上告は棄却され有罪が確定した。2人とも失職し、森戸は正七位返上を命じられる。この間、森戸は巣鴨監獄の独房で3か月を過ごした。しかし前述の弁護団を始め有島武郎や長谷川如是閑、後藤新平ら多くの文化人が森戸らを擁護し、有島とは終生変わらぬ交友を持った。有島は生前のクロポトキンに会った数少ない日本人の1人である。一方、同じ経済学部の教授・渡辺銕蔵などは「森戸の論文は論理も学術的価値もない」と批判した。
出獄後、高野が所長を務めていた大阪の大原社会問題研究所に迎えられる。森戸や大内兵衛、櫛田民蔵、細川嘉六などの若手研究者が大原研究所に移ったことにより、研究所の陣容は「東大経済学部の亡命者の植民地」の観を呈した。1921年、東大助教授時代に続き2度目のドイツ留学に出発した。ヴァイマル体制下のドイツで1年10か月学び、マルクス主義の文献を収集する。帰国後、敗戦まで同研究所をよりどころに社会科学の研究や労働者教育に従事した。また大阪労働者学校、神戸労働者学校の経営委員・講師として携わり中心的運営を担う。この時、西尾末広と親しくなる。このあと大原研究所は財政的に行き詰まり、1937年東京に移転し縮小した。

### 政治家として
敗戦後1945年の秋、高野岩三郎、杉森孝次郎らの提唱で結成された「日本文化人連盟」に参加した。ここで「新生」という雑誌を出すと共に、内部で新憲法の研究を始める。政府部内でも帝国憲法改正作業は進んでいたが、森戸らは民間として独自にこの作業と取り組んだ。法律に詳しい鈴木安蔵や今中次麿を加え「憲法研究会」を組織し2か月ほど激論を重ねこの年の暮れ「憲法草案要綱」を公表した。民間の草案としては最も早く、どの政党よりも一足先に出たため大きな反響を呼んだ。GHQ草案の作成に、この「憲法研究会」が採用されたことは、憲法学者の中では広く知られている。同年11月、片山哲を書記長に日本社会党が結成された。森戸は創立準備委員会に参加し入党に踏みきった。現実に新日本を建設するには、具体的な政治組織と政治運動が不可欠であるという考えからだが、幹部としてではなく一党員として入党した。この時は代議士になるとは考えていなかったが、旧日労系の幹部たちの多くがパージにかかったため、やむなく1946年、郷里の広島県から戦後初の衆議院議員総選挙に出馬し、当選した（選挙区はのち旧広島3区となる）。
以降3回当選した。一高校長・天野貞祐らと教育基本法原案の骨組み作成に携わる。また現行憲法に、森戸の発案でヴァイマル憲法で謳われた生存権（健康で文化的な生活を営む権利）規定を第25条として加えた以降、社会保険制度調査会、教育刷新委員会、給与審議会各委員を歴任した。1947年6月片山内閣・芦田内閣の文部大臣に就任。敗戦窮乏のGHQ占領下に於いて、義務教育を三年制の中学校まで延ばす六・三制学校制度の発足、働きながら勉強する者のため高等学校に定時制や通信制の設置、教科書検定制度、公選制教育委員会設置などの重要施策を担当し戦後の教育改革に尽力した。他方、国立学校の授業料3倍値上げや大学理事会法案を押し通そうとして、これをきっかけに日本の学生運動史上初の全国ストライキが起こったり、全日本学生自治会総連合が結成されるなど、戦後の学生運動が画期的な昂揚を見せることとなって、これに乗じて日教組や日本共産党なども組織を拡大していくこととなった。1948年、文部大臣在任中に政党献金問題で衆議院不当財産取引調査特別委員会に証人喚問された。1949年の衆議院議員総選挙で森戸は1,500票余で辛勝したが、社会党は惨敗した。選挙後、同党の再建をめぐって左派の稲村順三と論争を展開（森戸・稲村論争）、社会党右派の理論的指導者でもあった。しかし「政治家は金がなければやっていけない」「政策を打ち出しても派閥が足を引っ張り駆け引きが必要」など、政治家は柄に合わないとの認識から、教育の場で最善を尽くしたいとして、1950年、衆議院議員を辞職した。

### 教育者として
衆議院議員を辞職後、強く嘆願されて初代広島大学学長に就任した。原爆の跡が生々しく残る同大学の再建・充実に尽力した。地域性を生かし水畜産学部や政経学部を新設し、政経学部に国立大学初の夜間部を設けた。また当時の千田町キャンパスで正門から理学部1号館（旧・広島文理大本館）に至るメインの大通りを設置し、この通りは彼の名にちなんで「森戸道路」と呼ばれた。1963年まで13年間務め広島大学を退官した。この間、広島高師出身の屋良朝苗に協力し、屋良の口利きで沖縄の多数の学校で日本の教育改革を説明した。また教員の地位向上に努め1952年の日本ユネスコ国内委員会発足で副会長（のち会長）、国際会議・総会に度々出席し日本のユネスコ参加に尽力した。東京に戻ると文部大臣の諮問機関・中央教育審議会会長に推されて就任した。池田内閣が「人づくり」は国造りの基礎であるとし、人間形成の重要性を国民に訴えたのを受け1971年（昭和46年）生涯教育、奨学制度問題、教師の職制・給与の改善等を柱とする「第三の教育改革」を答申する。これは明治の教育改革と敗戦後の改革に続くという意味で、いわゆる「46答申」あるいは「四十六年答申」として知られ、30年以上経った現在も臨時教育審議会の参考資料として利用されるなど、教育改革の実施に強い影響力を及ぼしている。
1958年には森戸が戦前に務め戦後に再建された大原社会問題研究所・労働科学研究所理事長に就任した。労働関係や公的関係者を多数受け入れ研究部を充実させた。また職場の災害（労働災害）など産業公害（当時はまだ公害という言葉はなかった）調査で実績を挙げた。1961年、学校放送を研究する全国放送教育研究会連盟理事長に就任した。1962年、日米文化教育会議発足で初代委員長・首席代表。恩師の高野岩三郎がNHK会長を務めていた縁で、1963年に開校した日本放送協会学園高等学校（現在のNHK学園高等学校）初代校長に就任した。能力開発研究所理事長、1964年には日本図書館協会会長に就任した。国語審議会会長時代には漢字仮名まじり文を踏襲する発言を行った。1974年、松下幸之助に請われ松下視聴覚教育研究財団理事長に就任した。1975年、教育の正常化を目標とする日本教育会発足で会長など多くの役職に付き、教育界の役職をほとんど独占し、戦後教育改革の手直しに取り組んだ。ただし彼が文部大臣として教科書検定制度を創始したこと（これにより「家永教科書裁判」において国側証人として出廷した）、さらに中教審会長として国家主義的とされる「期待される人間像」を答申したことに関しては、彼の社会民主主義的な政治的立場とは矛盾するのではないかとの批判もある。
1964年に勲一等瑞宝章、1971年に文化功労者顕彰、1974年に勲一等旭日大綬章をそれぞれ受章した。
1984年5月28日に死去した。享年96。墓所は東京都文京区の蓮華寺にある。

## 略歴
- 1888年12月 - 広島県深津郡福山東堀瑞に生まれる
- 1902年3月 - 広島県深安郡福山町高等小学校卒業
- 1907年3月 - 広島県立福山中学校卒業
- 1910年7月 - 第一高等学校卒業
- 1914年7月 - 東京帝国大学法科大学経済学科卒業
- 1916年9月 - 東京帝国大学法科大学社会政策学科助教授
- 1920年10月 - 刑事裁判確定により失官
- 1946年4月 - 第22回衆議院議員総選挙で当選（広島県全県区、のち旧広島3区、日本社会党、連続3期）
- 1947年6月 - 文部大臣就任、民主外交協会理事長就任[16]。
- 1950年4月 - 衆議院議員辞職、広島大学学長就任（1963年まで）
- 1963年4月 - 日本放送協会学園高等学校初代校長就任
- 1971年11月 - 文化功労者顕彰
- 1980年6月 - 日本教育会名誉会長

## 栄典
- 1964年11月 - 勲一等瑞宝章
- 1974年11月 - 勲一等旭日大綬章

## 著書
- 「クロポトキンの片影」 同人社書店、1922年
- 「思想と闘争」 改造社、1925年　のち黒色戦線社
- 「最近ドイツ社会党史の一齣」 同人社書店、1925年
- 『社会科学研究の自由に関して青年学徒に訴ふ』 改造社、1925年
- 『学生と政治』 改造社、1926年
- 『闘争手段としての学校教育』 同人社書店、1926年
- 『思想闘争史上に於ける社会科学運動の重要性』 改造社、1927年
- 『大学の顛落』 同人社、1930年
- 『オウエン・モリス』 岩波書店、1938年、大教育家文庫
- 『戦争と文化』 中央公論社、1941年
- 『独逸労働戦線と産業報国運動 その本質及任務に関する考察』 改造社、1941年
- 『救国民主聯盟の提唱』 鱒書房、1946年
- 「社会民主主義のために」 第一出版、1947年
- 『労働組合の課題』 君島書房、1947年
- 『クロポトキン』 弘文堂・アテネ文庫、1949年
- 『日本におけるキリスト教と社会運動』 潮書房、1950年
- 『平和革命の条件』 東京出版社、1950年
- 「変革期の大学」 広島大学、1952年
- 「日本教育の回顧と展望」 教育出版、1959年
- 「思想の遍歴」 春秋社、1972-75年
- 「教育不在 占領政策と権力闘争の谷間」 鱒書房、1972年
- 「第三の教育改革 中教審答申と教科書裁判」 第一法規出版、1973年
- 『遍歴八十年』 日本経済新聞社、1976年
- 『クロポトキンの社会思想の研究』 黒色戦線社、1988年
- 『無政府主義』 黒色戦線社、1988年

### 共著
- 『経済学全集 第50巻 剰余価値学説略史』 笠信太郎共著、改造社、1933年

### 翻訳
- ブレンターノ 『労働者問題』 岩波書店、1919年
- メンガー 『近世社会主義思想史』 我等社、1921年
- ヴェネル・ゾムバルト 『労働組合運動の理論と歴史』 大原社会問題研究所出版部、1922年
- レーデラア 『岐路に立てるヨーロッパ 其解決と極東』 大阪毎日新聞社、1924年
- メンガー 「全労働収益権史論」弘文堂書房、1924年
- エルンスト・エンゲル 『ベルギー労働者家族の生活費』 栗田書店、1941年
- 「独逸労働の指導精神」 訳編、栗田書店、1942年
- エンゲル 『労働の価値・人間の価値』 栗田書店、1942年
- モリッツ・ウィルヘルム・ドロービッシュ 『道徳統計と人間の意志自由』 栗田書店、1943年
- ズューズミルヒ『神の秩序』 高野岩三郎 共訳、第一出版、1949年

### 伝記
- 小池聖一『森戸辰男』吉川弘文館〈人物叢書〉、2021年　ISBN　9784642053037